# Benkhöfer Bruch
Das Naturschutzgebiet Benkhöfer Bruch liegt in der Gemeinde Hüllhorst im Kreis Minden-Lübbecke. Es ist rund 8,8 Hektar groß und wird unter der Bezeichnung MI-052 geführt. 
Es liegt südöstlich des Ortsteiles Büttendorf, westlich des Ortsteiles Tengern und südlich des Wiehengebirges überwiegend in der Niederung des Mühlenbaches.

## Bedeutung
Die Unterschutzstellung erfolgt zur Erhaltung von Lebensgemeinschaften wildlebender Tier- und Pflanzenarten. Insbesondere sollen die Biotope naturnahes Stillgewässer, Erlenbruchwald und Buchenwaldbestand sowie Hochstaudenflure als Refugium für Tiere und Pflanzen geschützt werden. Dies gilt besonders für verschiedene Amphibien- und Libellenarten.
Außerdem sticht das Stillgewässer, das durch Tonabgrabungen entstanden ist, durch seine Seltenheit und besondere Eigenart hervor. Hier sind beispielhaft das Röhricht und die Langährige Segge (Carex elongata) zu nennen.
Das Gebiet steht weitgehend im Eigentum des Kreises Minden-Lübbecke.